# Pasquale Squitieri
Pour les articles homonymes, voir Squitieri.
Pasquale Squitieri, né le 27 novembre 1938 à Naples et mort le 18 février 2017 à Rome, est un réalisateur et scénariste, ainsi qu'un homme politique et sénateur Italien. Au début de sa carrière, il a utilisé le pseudonyme de William Redford.
Pendant plusieurs décennies, il a été le compagnon de Claudia Cardinale et il est le père de sa fille.

## Biographie

### Activités cinématographiques
Né à Naples le 27 novembre 1938, il est originaire du quartier populaire de Sanità, le même qui a vu naître le célèbre humoriste Totò ; après avoir obtenu une licence en droit, travaillé auprès du ministre Alfredo De Marsico (it) du parti national monarchiste et exercé pendant un certain temps la profession de journaliste au quotidien Paese Sera, il est employé à la banque de Naples (it) dans les années 1960. Il participe à des productions théâtrales en tant que comédien et auteur, travaillant avec Giuseppe Patroni Griffi et Francesco Rosi, tandis qu'il fait ses débuts au cinéma en tant que réalisateur et scénariste avec Moi et Dieu (1969), produit par Vittorio De Sica et, suivant les traces de réalisateurs tels que Sergio Leone, il se consacre brièvement au genre du western spaghetti avec Django défie Sartana (1970) et La vengeance est un plat qui se mange froid (1971), qu'il signe tous deux sous le pseudonyme de « William Redford », comme le lui demande les producteurs.
Par la suite, Squitieri abandonne son nom de scène et se consacre à des sujets plus contemporains en écho aux réalités de la société italienne, alors peu médiatisées. Des films comme L'Ambitieux (1975), L'Affaire Mori (1977) et Corleone (1978) traitent des contacts entre la mafia et la politique ; Viaggia, ragazza, viaggia, hai la musica nelle vene (1973) et Acte d'amour (1990) ont pour thème principal la drogue ; Gli invisibili (it) (1988) le terrorisme ; L'avvocato De Gregorio (it) (2003) les accidents mortels du travail ; La Race sauvage (1980) et Il colore dell'odio (1989) le sujet de l'immigration.
Squitieri est surtout connu pour ses films historico-politiques, dont certains lui ont valu de nombreuses critiques. Il s'agit notamment de Lucia et les Gouapes (1974), Claretta (1984) sur la vie de la maîtresse de Mussolini Claretta Petacci et Li chiamarono... briganti! (1999), un film sur le brigandage post-unitaire qui raconte l'histoire de son principal représentant, Carmine Crocco. Cette dernière œuvre a été immédiatement retirée des salles de cinéma dans des circonstances qui n'ont jamais été élucidées : selon certains en raison de son échec au box-office, pour d'autres parce qu'elle a été boycottée et accusée de révisionnisme,.

### Activités politiques
En 1971, il signe une lettre ouverte dans l'hebdomadaire L'Espresso sur l'affaire Pinelli et, en octobre de la même année, la lettre d'« autodénonciation » par solidarité avec le groupe extraparlementaire Lotta Continua, dans laquelle il exprime sa solidarité avec certains militants et rédacteurs en chef du journal qui ont été inculpés pour incitation à commettre des délits en raison du contenu violent de certains articles.
« ...Testimoniamo pertanto che, quando i cittadini da lei imputati affermano che in questa società "l'esercito è strumento del capitalismo, mezzo di repressione della lotta di classe", noi lo affermiamo con loro. Quando essi dicono "se è vero che i padroni sono dei ladri, è giusto andare a riprendere quello che hanno rubato", lo diciamo con loro. Quando essi gridano "lotta di classe, armiamo le masse", lo gridiamo con loro. Quando essi si impegnano a "combattere un giorno con le armi in pugno contro lo Stato fino alla liberazione dai padroni e dallo sfruttamento", ci impegniamo con loro. »
— Autodénonciation de solidarité avec Lotta continua

« [...]Nous témoignons donc que lorsque les personnes que vous accusez disent que dans cette société "l'armée est un instrument du capitalisme, un moyen de répression de la lutte des classes", nous le disons avec elles. Quand ils disent "s'il est vrai que les patrons sont des voleurs, il est juste d'aller reprendre ce qu'ils ont volé", nous le disons avec eux. Quand ils crient "lutte des classes, armons les masses", nous le crions avec eux. Quand ils s'engagent à "lutter un jour les armes au poing contre l'État jusqu'à la libération des patrons et de l'exploitation", nous nous engageons avec eux. »
Au fil des ans, il évolue vers la droite et se fait élire sénateur sur les listes d'Alliance nationale en 1994 dans la circonscription d'Andria-Barletta. Au cours de cette législature, il est membre des commissions de surveillance de l'industrie, du commerce, du tourisme et de la Rai.
Ce changement de positionnement politique ne s'est pas fait sans critiques. Federica Marengo du quotidianoitalia.it rapporte les invectives qu'a reçu Squitieri en hiver 1997 d'un passant alors qu'il mangeait à un restaurant romain en compagnie de Claudia Cardinale : « Le voici, le "camarade" traître ....Le réalisateur, nouvellement nommé sénateur de la République italienne, mange tranquillement à la table d'un restaurant multi-étoilé, alors que les gens ordinaires, y compris ses électeurs, ne peuvent même pas faire leurs courses ! ...Le voilà, le réalisateur des films de dénonciation de la réalité sociale italienne...Le voilà, le censeur, prêt à juger les renégats, sauf que lui aussi est un agent double !...Qu'est-ce que c'est que d'être de l'autre côté, qu'est-ce que c'est que de passer d'un parti politique à l'autre, de la gauche à l'extrême droite, du PCI à l'Alliance nationale ? ...expliquez-moi un peu, Monsieur le Sénateur, ce que sont pour vous les idéaux...la cohérence... ». « Ecoutez, monsieur, nous ne nous connaissons pas, vous ne savez rien de moi et de mon histoire !... ». a répondu Squitieri, en colère, en poursuivant : « Connaissez-vous quelqu'un qui n'était pas communiste dans les années 70 ? ...nous l'étions tous, intellectuels ou non... et puis, voyons, il n'y a que les gens stupides qui ne changent pas d'avis... et j'ai toujours été très intelligent, vous savez ! ».
En 1996, il se présente à nouveau au Sénat avec la coalition de centre-droit Pôle pour les libertés dans la circonscription de Nola, mais il obtient 40,2 % des voix et il se fait battre par le représentant de la coalition de centre-gauche L'Olivier, Aldo Masullo.
Il rejoint ensuite le Parti radical transnational (it), et collabore à certaines campagnes du Parti radical,. En 2013, il tient des propos très durs à l'encontre du député de la Ligue du Nord Mario Borghezio, déclarant qu'« il est nul, il doit être éliminé physiquement », le comparant aux nazis lors du procès de Nuremberg. Le 9 juillet 2015, sa rente viagère de député (it) est révoquée à cause de sa condamnation en justice, à l'instar de celle de neuf autres anciens députés et huit anciens sénateurs comme Silvio Berlusconi, Marcello Dell'Utri ou encore le producteur Vittorio Cecchi Gori.

### Vie privée
Il a été marié à Silvana Filotico, avec qui il a eu des enfants, Paola, Vittoria et Mario, tandis qu'il entretenait une relation amoureuse depuis les années 1970 avec la célèbre actrice Claudia Cardinale, avec qui il a eu sa quatrième fille, Claudia (ainsi nommée par la volonté de son père, car Cardinale voulait l'appeler « Anaïs »), future compagne de l'artiste plasticien Samon Takahashi,. Claudia Cardinale raconte ainsi le début de leur vie commune : « Je l’ai voulu à tout prix. J’ai su un jour qu’il était à New York, j’ai pris l’avion et, à l’aéroport JFK, j’ai appelé le seul numéro que j’avais, celui d’un de ses amis artistes. J’ai dit : « Je cherche Pasquale. » Il me répond : « Incroyable : il est à côté de moi. » Et il me le passe : « Claudia, pourquoi m’appelles-tu de Rome ? – Voyons ! Je suis à JFK. Viens me prendre ! » Et il est venu. Et nous avons passé vingt-sept ans ensemble. ».
Ils ont eu une longue collaboration artistique,, Cardinale jouant dans plusieurs de ses films à succès tels que L'Affaire Mori, Corleone, Claretta, Li chiamarono... briganti! et Lucia et les Gouapes. Depuis 2003, il entretient une relation amoureuse avec l'actrice et chanteuse Ottavia Fusco (it), qu'il a épousée en décembre 2013. Il s'est rétabli d'un cancer dans le passé, mais a affirmé depuis qu'il continuait à fumer avidement.

#### Rapports sexuels avec mineurs
Le 17 janvier 2014, au cours de l'émission La Zanzara sur Radio 24, Squitieri s'est prononcé en faveur des relations sexuelles entre adultes et mineurs, déclarant qu'il avait lui-même eu des relations sexuelles avec une fille de treize ans dans le passé,.

#### Démêlés judiciaires et peine de prison ferme
Dans les années 1960, il est arrêté puis acquitté pour s'être battu avec un policier qui avait insulté l'actrice Anna Maria Guarnieri. En 1981, il est condamné à un an de prison, dont cinq mois ferme, pour détournement de fonds, essentiellement pour avoir encaissé un chèque qui s'est révélé faux par la suite, un incident qui s'est produit en 1966, alors qu'il était employé à la banque de Naples (it).

## Mort
Il est décédé le matin du 18 février 2017 à Rome, à la clinique Villa San Pietro, à l'âge de 78 ans, des suites de complications respiratoires. Il souffrait depuis longtemps d'emphysème dû au tabagisme, ainsi que des difficultés pour marcher résultant d'un grave accident survenu l'année précédente. Les funérailles ont eu lieu à Naples dans l'église Santa Maria dei Vergini alla Sanità où il avait été baptisé. Il est enterré dans la chapelle familiale du cimetière monumental de Poggioreale à Naples.

## Filmographie

### En tant que réalisateur

#### Au cinéma
- 1969 : Moi et Dieu (Io e Dio)
- 1971 : Django défie Sartana (Django sfida Sartana)
- 1971 : La vengeance est un plat qui se mange froid (La vendetta è un piatto che si serve freddo)
- 1972 : Les Tueurs à gages (Camorra)
- 1974 : Viaggia, ragazza, viaggia, hai la musica nelle vene
- 1974 : Lucia et les Gouapes (I guappi)
- 1975 : L'Ambitieux (L'ambizioso)
- 1977 : Corleone
- 1977 : L'Affaire Mori (Il prefetto di ferro)
- 1978 : Homicide volontaire (L'arma)
- 1980 : La Race sauvage (Razza selvaggia)
- 1984 : Claretta
- 1985 : Il pentito
- 1988 : Gli invisibili (it)
- 1988 : L'Affaire Russicum (Russicum - I giorni del diavolo)
- 1988 : Nosferatu à Venise (Nosferatu a Venezia)
- 1989 : Il colore dell'odio
- 1991 : Acte d'amour (Atto di dolore)
- 1991 : Corsica
- 1997 : Stupor mundi
- 1999 : Li chiamarono... briganti!
- 2003 : L'avvocato De Gregorio (it)
- 2011 : Father
- 2014 : L'altro Adamo (it)

#### À la télévision

##### Série télévisée
- 1986 : Naso di cane

##### Téléfilms
- 2000 : Élisabeth : Ils sont tous nos enfants
- 2010 : Il giorno della Shoah

### En tant que scénariste

#### Au cinéma
- 1969 : Moi et Dieu (Io e Dio)
- 1971 : Django défie Sartana (Django sfida Sartana)
- 1971 : La vengeance est un plat qui se mange froid (La vendetta è un piatto che si serve freddo)
- 1972 : Les Tueurs à gages (Camorra)
- 1974 : Lucia et les Gouapes (I guappi)
- 1975 : L'Ambitieux (L'ambizioso'')
- 1977 : Corleone
- 1977 : L'Affaire Mori (Il prefetto di ferro)
- 1978 : L'arma
- 1980 : La Race sauvage (Razza selvaggia)
- 1984 : Claretta
- 1985 : Il pentito
- 1988 : Gli invisibili (it)
- 1988 : L'Affaire Russicum (Russicum - I giorni del diavolo)
- 1988 : Nosferatu à Venise (Nosferatu a Venezia)
- 1989 : Il colore dell'odio
- 1991 : Acte d'amour (Atto di dolore)
- 1992 : Corsica
- 1995 : Vörös Colibri de Zsuzsa Böszörményi
- 2003 : L'avvocato De Gregorio (it)
- 2007 : Hotel Meina de Carlo Lizzani
- 2011 : Father

#### À la télévision

##### Téléfilm
- 2010 : Il giorno della Shoah